# ギターヒーロー オン ツアー
『ギターヒーロー オン ツアー』(Guitar Hero on Tour)は、欧米を中心に人気を集めている「ギターヒーロー」シリーズの一つで、ニンテンドーDS版として2008年9月25日にアクティビジョンから発売されたものである。

## 概要
ロック界の先人達の楽曲を専用ギターコントローラを用いて演奏するという「ギターヒーロー」シリーズの一つ。DSやDS Liteに設けられているGBAスロットに刺し込む形で専用ギターコントローラが装着可能となっており、シリーズ他作品に近い操作性を実現している。但し、専用コントローラ化されているのは弦を押さえる場所を模した4色のボタンのみであり、ピッキングやエフェクターノブの操作は画面上に表示された弦やノブをこする操作で実現している。なお、画面操作は通常のペンでも可能だが、本作にはピック型の三角形のペンが同梱されている。
シリーズ他作品同様、他者とのプレイも可能となっており、その際はワイヤレス通信を使用する。

## ゲーム内容
以下のように複数のゲームモードが設けられている。1曲1曲をプレイする際の詳細内容は、クイックプレイにまとめて説明する。

### クイックプレイ
後述の「キャリア」モードによって解禁された曲を自由に演奏するモードである。各曲「イージー」「ミディアム」「ハード」「エキスパート」の4種類の難易度を選択することが可能となっており、それぞれの難易度別にハイスコアに反映されるモードとなっている。
DSの2画面のうち、上画面（横向きに使用し、右利き設定の場合は左画面となる）には4線からなる譜面が表示される。下画面（右利き設定の場合は右画面）にはギターの絵が表示される。曲が始まると、譜面は上から下に流れ、譜面上に表示されるシークエンスが譜面最下部のタイミングゲージを通過するタイミングに合わせて、シークエンスに合わせた4色ボタンを押した状態でギターの弦部分をピックすることで各音を演奏することが可能である。連続して正確にピックを続けるとコンボ扱いとなり、コンボ数によって獲得する点数が2倍、3倍、最大4倍と変化する。
シークエンスには、通常シークエンス以外にスターパワーシークエンスと呼ばれるものがある。スターパワーシークエンスを正確にピックするとスターパワーを貯めることができ、一定以上のスターパワーが貯まればそれを開放することで、開放時間中に獲得する点数を2倍（前述のコンボ数による倍率との関係で最大8倍）とすることが可能となっている。スターパワーを開放するには、スターパワーゲージに設けられているアイコンに触れるほか、DSの内蔵マイクに向かって何かを叫ぶ（「ロックンロール」と叫ぶことが推奨される）ことでも可能となっている。
シークエンスには、シークエンスがそのタイミングのみに置かれているもの以外に、継続して置かれている場合（継続シークエンス）もある。その場合には、4色ボタンを押した状態でピックした後、4色ボタンを押しつづけると継続して点数が入る。また、この際にエフェクターノブ（ワーミーバー）を操作すると、更に点数が加算されるようになっている。
曲の終了後は演奏結果が表示される。
- 5つ星、4つ星、3つ星のランク付け
- スコア
- 最大コンボ数
- 正確にプレイしたシークエンス数／曲中の総シークエンス数
- 正確にプレイしたスターパワーシークエンス数／曲中の総スターパワーシークエンス数
- 平均レート（前述の通り、コンボ達成によって点数は2倍、3倍となるが、曲全体での倍率平均を示したもの）
- 曲のパート（イントロ、コーラスパート、アウトロなど）ごとの、正確にプレイしたシークエンス率

### キャリア
バンドを登録し、キャラクターやギターを選択して、他のバンドスタッフ（CPUによる）とともにライブに挑むモードである。全4つの難易度「イージー」「ミディアム」「ハード」「エキスパート」から1つを選択し、全5ステージの制覇に挑む。各ステージ4曲+アンコール1曲（アンコール曲は残りの4曲を演奏した後でのみ選曲可能）をこなせばステージクリアとなる。
このモードで最後まで弾きこなした曲は解禁扱いとなり、他のモードでも選択可能となる。最初は、ステージ1「サブウェイ」の4曲が選曲可能となっており、この4曲は他のモードでも始めから解禁扱いとなっている。
また、1曲演奏するたびに成績に応じて報酬が得られ、それを貯めることで新しいギターや衣装を購入することが可能である。こうして購入されたギターや衣装もまた、解禁扱いとなり、他のモードで選択可能となる。

### ギターデュエル
対戦型プレイを行なうモードである。対CPU戦と対人戦が可能であり、対人戦の際にはDSのワイヤレス通信機能を使用する。対戦相手よりも高得点が得られれば、対戦相手を制することとなる。選曲できる曲は、「キャリア」モードによって解禁された曲に限定される。「クイックプレイ」モードの要素に加え、バトルジェムシークエンスを正確にプレイすることで得られる対戦アイテムによって、自身のプレイを簡単にする要素、相手のプレイを邪魔する要素が存在する。以下は、そのような要素の例である。
- 相手のギターの弦を切るアイテム。切れた弦は、弦の端から端までを引くことで修復可能だが、それまではギターを弾くことができなくなる。
- 演奏中にサインを求めるファンを対戦相手に登場させるアイテム。ファンの示すアイテムにサインを書くまでの間、ギターを弾くことができなくなってしまう。
- ギターを燃え上がらせるアイテム。DSの音声認識用マイクに息を吹きかけ、炎を消すまでは、ギターを弾くことができなくなってしまう。
- 相手のアイテムを盗むことを可能とするアイテム。
- 難易度アップ（対戦相手用）あるいは難易度ダウン（自身用）アイテム。

### プラクティス
「キャリア」モードによって解禁された曲を自由に練習するモードである。ギターパートだけでなくベースパートを演奏することも可能であり、イントロのみ、コーラスパートのみ、アウトロのみといったように、曲の一部のみを演奏することも可能である。但し、練習であるため、曲通しての演奏であっても、ハイスコアへの反映は行なわれない。

## 収録曲一覧
ステージ1「サブウェイ」
- オーケー・ゴーの『Do What You Want』
- ブリンク 182の『All the Small Things』
- ノー・ダウトの『Spiderwebs』
- ジェットの『Are You Gonna Be My Girl』
- トゥイステッド・シスターの『We're Not Gonna Take It』（アンコール曲）

ステージ2「ルーフトップ」
- Smash Mouth(en)の『All Star』
- ニルヴァーナの『Breed』
- リック・スプリングフィールドの『Jessie's Girl』
- パット・ベネターの『Hit Me With Your Best Shot』
- マルーン5の『This Love』（アンコール曲）

ステージ3「パレード」
- ロス・ロンリー・ボーイズの『Heaven』
- ブロック・パーティーの『Helicopter』
- ドゥービー・ブラザーズの『China Grove』
- キッス（Line 6(en)によるカバー）の『Rock and Roll All Nite』（アーケードゲームGUITARFREAKSV5の収録曲でもある）
- クリス・ドートリー/スラッシュ の『What I Want』（アンコール曲）

ステージ4「アリーナ」
- スティーヴ・ミラー・バンド （Wavegroupによるカバー）の『Jet Airliner』
- サンタナ（Line 6によるカバー）の『Black Magic Woman』
- ストレイ・キャッツの『Stray Cat Strut』
- ZZトップ（Line 6によるカバー）の『La Grange』
- スキッド・ロウの（Wavegroupによるカバー）の『Youth Gone Wild』（アンコール曲）

ステージ5「バトルシップ」
- オジー・オズボーンの『I Don't Wanna Stop』
- インキュバスの『Anna Molly』
- レッド・ホット・チリ・ペッパーズの『Knock Me Down』
- スティーヴィー・レイ・ヴォーンの『Pride and Joy』
- レーナード・スキナード（Wavegroupによるカバー）の『I Know A Little』（アンコール曲）

## 拡張機器

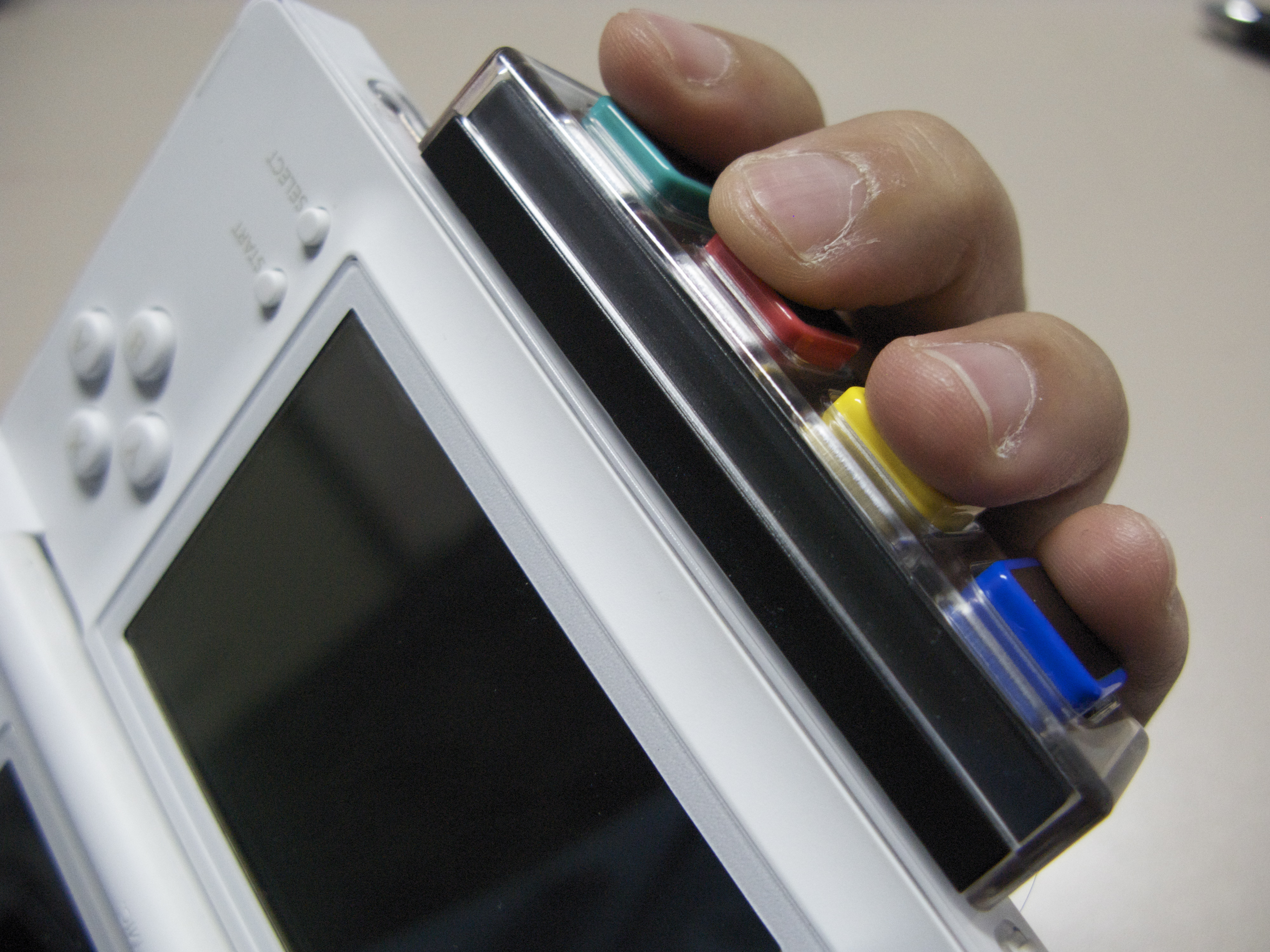
DS LiteのGBAスロットにギターグリップの拡張機器を差し込むもの

ギターグリップ
「ギターヒーロー オン ツアー」のソフトウェアの付属。DS・DS Liteでも使用可能。なお、DSi・DSi LL・3DS・3DS LL・2DS・New 3DS・New 3DS LL・New 2DS LLは使用できない。